# Corallana africana
Corallana africana är en kräftdjursart som beskrevs av Barnard 1914. Corallana africana ingår i släktet Corallana och familjen Corallanidae. Inga underarter finns listade i Catalogue of Life.